# Speedway Grand Prix 2025
Speedway Grand Prix v roce 2025 je 31. sezóna Speedway Grand Prix. Zahrnuje 10 závodů, které pořádá 7 zemí (Polsko, Česko, Švédsko, Dánsko, Velká Británie, Německo, Lotyšsko).
Promotér šampionátu je Discovery Sports Events.
Titul obhajuje Bartosz Zmarzlik.

## Doplňující informace

### Head-to-Head Showdowns
Novinkou sezóny je upravená kvalifikace.
Jezdci budou rozděleni do dvojic a budou se snažit zajet nejrychlejší čas. Závodník s lepším čase ve dvojici postoupí do Q2.
Do druhé části kvalifikace postoupí 8 nejrychlejších jezdců, kde se opět rozdělí do dvojic a nejrychlejší postoupí do sprintu, kde se čtyři jezdci utkají o mistrovské body.
Závody, kde se pojede H2H Showdowns a sprint:
- Landshut, Německo
- Warszawa, Polsko
- Manchester, Velká Británie R4
- Gorzów, Polsko
- Wroclaw, Polsko

V ostatních závodech jezdci, kteří postoupí z Q2 do Q3, vytvoří jednu skupinu a budou se opět snažit zajet nejrychlejší čas. Vítěz v Q3 získává právo jako první si vybrat startovní číslo pro sobotní závod.

### Last Chance
Další novinkou je změna postupujících do bojů o vítězství v Grand Prix.
Nově do finále postoupí rovnou dva nejlepší jezdci po základním rozpise. Do semifinále (nyní Last Chance) postoupí jezdci na 3. – 10. místě po základním rozpise. Dvě jízdy Last Chance pojedou pokaždé čtyři jezdci, ale postup do finále si vyjede pouze vítěz rozjížďky.

### Zrušení SGP v Cardiffu
Z důvodu stále vyšší ekonomické náročnosti se Discovery rozhodlo zrušit závod v Cardiffu a přesunout závod na pátek 13. července do Manchesteru.

### SGP Česko
Kvůli zranění nenastoupil do závodu Jason Doyle a nahradil ho Leon Madsen.

## Jezdci SGP 2025
| #   | Jezdec           |                 |
| --- | ---------------- | --------------- |
| 95  | Bartosz Zmarzlik | *               |
| 505 | Robert Lambert   | *               |
| 66  | Fredrik Lindgren | *               |
| 99  | Dan Bewley       | *               |
| 54  | Martin Vaculík   | *               |
| 25  | Jack Holder      | *               |
| 29  | Andžejs Lebedevs | Vítěz SEC       |
| 155 | Mikkel Michelsen | Divoká karta    |
| 415 | Dominik Kubera   | Divoká karta    |
| 744 | Kai Huckenbeck   | Divoká karta    |
| 201 | Jan Kvěch        | Divoká karta    |
| 69  | Jason Doyle      | Divoká karta    |
| 101 | Brady Kurtz      | Postup z SGP CH |
| 105 | Anders Thomsen   | Postup z SGP CH |
| 46  | Max Fricke       | Postup z SGP CH |

*udrželi se v TOP6 v minulé sezóně
| #   | Jezdec            |
| --- | ----------------- |
| 30  | Leon Madsen       |
| 692 | Patryk Dudek      |
| 108 | Tai Woffinden     |
| 24  | Jacob Thorssell   |
| 22  | Luke Becker       |
| 96  | Dimitri Bergé     |
| TBC | Wiktor Przyjemski |
| 785 | Nazar Parnitskyi  |
| 999 | Mathias Pollestad |

## Kalendář[3]
| Závod | Datum       | Město a stadion                                      | Vítěz            | 2. místo         | 3. místo         | 4. místo         |
| ----- | ----------- | ---------------------------------------------------- | ---------------- | ---------------- | ---------------- | ---------------- |
| 1.    | 3. května   | Landshut, Německo Ellermühle Speedway Stadion        | Bartosz Zmarzlik | Dan Bewley       | Andžejs Lebedevs | Brady Kurtz      |
| 2.    | 17. května  | Warszawa, Polsko Stadion Narodowy                    | Jack Holder      | Brady Kurtz      | Patryk Dudek     | Dominik Kubera   |
| 3.    | 31. května  | Praha, Česko Stadion Markéta                         | Bartosz Zmarzlik | Fredrik Lindgren | Leon Madsen      | Jack Holder      |
| 4.    | 13. června  | Manchester, Velká Británie National Speedway Stadium | Dan Bewley       | Bartosz Zmarzlik | Brady Kurtz      | Fredrik Lindgren |
| 5.    | 14. června  | Manchester, Velká Británie National Speedway Stadium | Bartosz Zmarzlik | Brady Kurtz      | Fredrik Lindgren | Jack Holder      |
| 6.    | 21. června  | Gorzow, Polsko Stadion Edwarda Jancarza              | Brady Kurtz      | Bartosz Zmarzlik | Dan Bewley       | Fredrik Lindgren |
| 7.    | 5. Července | Målilla, Švédsko Skrotfrag Arena                     | Brady Kurtz      | Bartosz Zmarzlik | Dan Bewley       | Jason Doyle      |
| 8.    | 2. srpna    | Riga, Lotyšsko Riga Speedway Stadion                 | Brady Kurtz      | Fredrik Lindgren | Andžejs Lebedevs | Bartosz Zmarzlik |
| 9.    | 30. srpna   | Wroclaw, Polsko Stadion Olimpijski                   |                  |                  |                  |                  |
| 10.   | 13. září    | Vojens, Dánsko Vojens Speedway Center                |                  |                  |                  |                  |

## Průběžné pořadí
| Poz.             | Jezdec              | GER | POL | CZE | GB1 | GB2 | POL | SWE | LAT | POL | DEN | Body |
| Zlatá medaile    | Bartosz Zmarzlik    | 24  | 9   | 20  | 20  | 20  | 20  | 18  | 14  |     |     | 145  |
| Stříbrná medaile | Brady Kurtz         | 17  | 21  | 7   | 19  | 18  | 20  | 20  | 20  |     |     | 142  |
| Bronzová medaile | Fredrik Lindgren    | 12  | 10  | 18  | 14  | 16  | 17  | 12  | 18  |     |     | 117  |
| 4.               | Dan Bewley          | 18  | 5   | 11  | 20  | 7   | 20  | 16  | 11  |     |     | 108  |
| 5.               | Jack Holder         | 8   | 20  | 14  | 12  | 14  | 9   | 9   | 12  |     |     | 98   |
| 6.               | Andžejs Lebedevs    | 17  | 12  | 12  | 1   | 4   | 4   | 8   | 16  |     |     | 75   |
| 7.               | Max Fricke          | 10  | 8   | 4   | 12  | 12  | 10  | 3   | 8   |     |     | 67   |
| 8.               | Robert Lambert      | 11  | 13  | 3   | 11  | 5   | 5   | 10  | 10  |     |     | 68   |
| 9.               | Dominik Kubera      | 11  | 14  | 2   | 4   | 8   | 6   | 6   | 7   |     |     | 58   |
| 10.              | Anders Thomsen      | 7   | 7   | 10  | 2   | 6   | 11  | 2   | 9   |     |     | 54   |
| 11.              | Jan Kvěch           | 5   | 7   | 9   | 7   | 3   | 7   | 11  | 3   |     |     | 52   |
| 12.              | Mikkel Michelsen    | 4   | 6   | 6   | 9   | 9   | 9   | 5   | 4   |     |     | 52   |
| 13.              | Jason Doyle         | 3   | 5   | x   | 3   | 2   | 12  | 14  | 6   |     |     | 45   |
| 14.              | Martin Vaculík      | 6   | 2   | 8   | 11  | 11  | 0   | 1   | 2   |     |     | 41   |
| 15.              | Kai Huckenbeck      | 1   | 1   | 5   | 5   | 10  | 3   | 7   | 1   |     |     | 33   |
| 16.              | Patryk Dudek        | -   | 16  | -   | -   | -   | -   | -   | -   |     |     | 16   |
| 17.              | Leon Madsen         | -   | -   | 16  | -   | -   | -   | -   | -   |     |     | 16   |
| 18.              | Charles Wright      | -   | -   | -   | 6   | 1   | -   | -   | -   |     |     | 7    |
| 19.              | Jevgenijs Kostigovs | -   | -   | -   | -   | -   | -   | -   | 5   |     |     | 5    |
| 20.              | Kim Nilsson         | -   | -   | -   | -   | -   | -   | 4   | -   |     |     | 4    |
| 21.              | Erik Riss           | 2   | -   | -   | -   | -   | -   | -   | -   |     |     | 2    |
| 22.              | Oskar Paluch        | -   | -   | -   | -   | -   | 2   | -   | -   |     |     | 2    |
| 23.              | Daniel Klíma        | -   | -   | 1   | -   | -   | -   | -   | -   |     |     | 1    |
| 24.              | Bartlomiej Kowalski | -   | 0   | -   | -   | -   | 1   | -   | -   |     |     | 1    |
| 25.              | Mateusz Cierniak    | -   | 0   | -   | -   | -   | -   | -   | -   |     |     | 0    |
| 26.              | Kevin Malkiewicz    | -   | -   | -   | -   | -   | 0   | -   | -   |     |     | 0    |
| 27.              | Rasmus Karlsson     | -   | -   | -   | -   | -   | -   | 0   | -   |     |     | 0    |
| 28.              | Sammy Van Dyck      | -   |     | -   | -   | -   | -   | 0   | -   |     |     | 0    |
| ---------------- | ------------------- | --- | --- | --- | --- | --- | --- | --- | --- | --- | --- | ---- |

| Jezdec           | Body |
| ---------------- | ---- |
| Bartosz Zmarzlik | 4    |
| Brady Kurtz      | 3    |
| Robert Lambert   | 2    |
| Andžejs Lebedevs | 1    |

| Jezdec         | Body |
| -------------- | ---- |
| Jan Kvěch      | 4    |
| Brady Kurtz    | 3    |
| Robert Lambert | 2    |
| Dan Bewley     | 1    |

| Jezdec           | Body |
| ---------------- | ---- |
| Max Fricke       | 4    |
| Brady Kurtz      | 3    |
| Bartosz Zmarzlik | 2    |
| Martin Vaculík   | 1    |

| Jezdec           | Body |
| ---------------- | ---- |
| Dan Bewley       | 4    |
| Fredrik Lindgren | 3    |
| Bartosz Zmarzlik | 2    |
| Jack Holder      | 1    |